# Полско-съветска война
Полско-съветската война (февруари 1919 – март 1921) е въоръжен конфликт между Съветска Русия и Съветска Украйна срещу Втората полска република и Украинската народна република за контрол на територията на днешна Украйна и част от днешна Беларус. Съветите се надяват да окупират напълно Полша с офанзивата си през 1918 – 1919 и в някои моменти на войната това изглежда възможно.
Полският държавен глава Йозеф Пилсудски чувства, че времето е правилно за разширяване на полските граници на изток и създаване на федерация на източно и централноевропейски държави Междуморие като крепост срещу възраждането на германския и руския империализъм. Ленин междувременно гледа на Полша като на моста, който Червената армия трябва да прекоси, за да помогне на Германската комунистическа партия и да предизвика комунистически революции в други европейски държави. През 1919 г. полските войски завземат голяма част от Западна Украйна, побеждавайки в Полско-украинската война. Пилсудски предприема офанзива към Киев през април 1920 г., но Съветите контраатакуват и отхвърлят полските войски на запад до полската столица Варшава и Украинският директорат бяга в Западна Европа. Междувременно западни страхове за пристигане на съветски войски на германските граници увеличават интереса на Западни сили към войната. В началото на лятото, падането на Варшава изглежда сигурно, но в средата на август, приливът отново се е обърнал и поляците постигат неочаквана и решителна победа в Битката при Варшава. Малко след полското настъпление на изток, Съветите искат мир и войната приключа с примирие през октомври 1920 г. Повечето територия, отстъпена на Полша с Договора от Рига от 18 март 1921 г. става част от СССР след Втората световна война, когато полските граници са преначертани от Съюзниците в близко съответствие с линията „Кързън“ от 1920 г.

## Наименование
В полската историография конфликтът се определя най-често като: полско-болшевишка война или полско-съветска война. Според Лех Вишчелски най-правилно е наименованието полско-руска война.

## Причини за избухването на войната
„Смятам, че ако не се окажем в състояние да изградим подходящ отпор срещу руските влияния, ни грози сериозна опасност от страна на болшевизма в Полша“, интервю на Юзеф Пилсудски за „Ню Йорк Таймс“ от средата на декември 1918 година.“

### Вътрешни предпоставки, Полска работническа комунистическа партия
На 16 декември 1918 година, на конгреса на Социалдемокрация на Полша и Литва и Полска социалистическа партия – Левица, по заръка на Москва се създава Полска работническа комунистическа партия. Тя приема програмна платформа, според която трябва да бъде овладян Съветът на работническите делегати с цел да бъде създаден център, който да създаде от Конгресното кралство и евентуално от Западна Галиция една от републиките на Съвета, която да бъде включена в Руската съветска федеративна социалистическа република. Препоръчва се в страната да бъде задълбочено състоянието на недоволство и безредици, да бъде проведена пропаганда против изборите за сейм и против земеделската реформа. Противопоставя се на създаването на Полска армия, тъй като тя би затруднила победата на революцията в Германия и би представлявала пречка за Червената армия по пътя ѝ за „освобождаване“ на Литва, Беларус и Украйна. Приетата на конгреса програма не оставя съмнение, че комунистите от Полската работническа комунистическа партия възнамеряват да извършат болшевишки преврат във възраждаща се Полша

Независимо от наличието на по-дълбоки предпоставки, непосредствена причина за избухването на войната е започналата в резултат на Компиенското мирно споразумение от 11 ноември 1918 г. евакуация на немската армия, заемаща фронт с дължина 2500 километра от Ботническия залив до Азовско море на територията на формално независимите държави: Литва и Украйна, а по-късно и Естония, Латвия и Беларус. Това е последствие от сключения от Съветска Русия сепаратистки мир с Германия и Австро-Унгария (Брестки договор), с който болшевишкото правителство оттегля Русия от коалиционно участие в Първата световна война. В периода между сключването на Бресткия договор и поражението на Германия, официално болшевиките и Германия (особено военните среди) са свързани с отношения на взаимно сътрудничество.

След като през ноември 1918 г. болшевиките сключват тайно споразумение с немското командване, на 16 ноември 1918 г. създават Западна армия, чиято главна квартира е в Смоленск. Първоначално армията наброява 10 000 войници в бойна готовност, в края на декември 1918 г. 19 000, а през февруари 1919 г. – 49 000. Плановете са армията да завземе Беларус и Литва, да достигне немската граница в Западна Прусия, а след това да се насочи към Полша. Походът на съветските войски на запад започва на 17 ноември, на 11 декември 1918 г. завземат Минск, а на 5 януари 1919 г. – Вилнюс. Именно атаката на болшевишките войски срещу Вилнюс на 4 януари 1919 година трябва да бъде смятана за реално начало на полско-болшевишката война. На 3 януари 1919 г. болшевиките създават Революционно-военен съвет на Полша, който да изпълнява функцията на бъдещо полско правителство.

Ядро на Западна армия е Западната стрелкова дивизия, съставена от войскови кадри, набирани сред комунистите с полски произход и поляците, попаднали дълбоко в Русия по време на Първата световна война. Тъй като през ноември 1918 г. в Германия избухва революция, болшевиките се стремят с всички сили да получат пряк достъп до немската граница в Западна Прусия, за да могат да оказват активно влияние върху политическите събития в Германия. Червената армия завзема поредните градове на запад, преди още да бъде сформирана Полска армия, след извоюването на независимостта през ноември 1918 г., и преди тази армия да може да предприеме каквито и да било действия. На завзети от Червената армия територии на 1 януари 1919 година в Смоленск е обявено създаването на марионетната Беларуска съветска социалистическа република, трансформирана на 27 февруари 1919 година в Литовско-Беларуска съветска социалистическа република, в която начело на властта застават основно комунисти с полски произход. На 12 януари 1919 година съветското главно командване издава заповед Червената армия да настъпи към Неман, а на 12 февруари – да достигне чак до река Буг, като по този начин се слага началото на операцията наречена „Цел Висла“.

Между възраждащата се след 123 години робство Полша и Русия не съществува никаква признавана и от двете страни държавна граница. Болшевишкото правителство в Русия не е признато на международната сцена, а статусът на териториите, разположени между полските етнически райони и руските територии, остава спорен. Сблъсъкът между Полша и Русия във връзка със спора за взаимните граници е неизбежен. След като немската окупационна армия Обер-Ост, която играе ролята на буфер между полските и болшевишките сили след 11 ноември 1918 година се оттегля с бързо темпо, се стига до неизбежната среща между полските и руските войски.

## Естествените условия и военното изкуство
Главнокомандващ на Червената армия е Сергей Каменев, пряко подчинен на комисаря на войната и флота – Троцки, който е член на Политбюро на болшевишката партия. 

Дългата линия, която разделя полската и болшевишката страна, е разделена от Полеше, което поради мокрите терени не може да бъде използвано за водене на военни действия. По тази причина военните действия се водят на два отделни терена: северен фронт (Смоленска порта) и южен фронт.

Разделянето на болшевишката армия е благоприятно за Полша, тъй като дава възможност да бъдат извършени маневри по вътрешната линия и подобно на битката при Таненберг да бъде разбита първоначално едната група противникови войски, а след това силите да бъдат насочени срещу другата вражеска група. 

Опитът от току-що завършилата Първа световна война сочи, че очертаващият се конфликт ще има характер на позиционна война. Дългата фронтова линия обаче, както и относително малкият брой на войсковите единици, стават причина да не може да бъде създадена плътна защитна линия по целия фронт. В резултат на това полско-болшевишката война придобива маневрен характер.

И двете армии – Полската армия и Червената армия, са импровизирани и създадени от основи. В състава и на двете влизат както наборници, така и доброволци, а в командването участват както професионални офицери, така и офицери от доброволчески военни организации. Този факт представлява предизвикателство и за двете страни и преди всичко за професионалните командири, които трябва да се откажат от опита си във водене на позиционна война, натрупан по време на Първата световна война, и да воюват в условията на маневрена война. За болшевишката страна това е по-малък проблем, тъй като цялото командване (и професионалисти и непрофесионалисти) е придобило опит по време на гражданската война в Русия – класическа маневрена война. 

## Договор за изтегляне на немските войски, сключен в Бялисток
На 5 февруари 1919 година Германия подписва в Бялисток договор, който предвижда изтегляне на немските войски и настъпление на Полша срещу болшевиките през Бялисток, Гродно и Волковиск.

## Моментът на конфронтацията
„На Изток [...] има врата, която се отваря и затваря, и зависи кой и колко широко ще я отвори силом“
— Юзеф Пилсудски до Владислав Барановски, 7 февруари 1919 година, преди да замине за Парижката мирна конференция.

Войната започва на 14 февруари 1919 година със сблъсък край градчето Мости, недалеч от Шчучин, където полските войски спират настъплението (осъществявано в рамките на „Цел Висла“) на частите от Западния Фронт на Червената армия на запад. Малобройните полски сили, състоящи се от 12 пехотни батальона, 12 кавалерийски ескадрона и 3 артилерийски батареи, действат в два фронтови участъка. Формациите по южната част (Припят – Шчитно) командва генерал Антони Листовски. Подразделянията на северната част (Шчитно – Скидел) са командвани от генерал Вацлав Ивашкевич-Рудошански. И на двете позиции силите на Червената армия са не особено значителни, тъй като военните усилия са насочени в този момент основно в борбата срещу подразделянията на белите.

## Кампанията през 1919 година
В началото на март командващ Литовско-Беларуската дивизия става генерал Станислав Шептицки. През този период полските подразделения завземат Слоним (2 март) и Пинск (5 март), като достигат на север до Лида, където остават в продължение на няколко седмици. По-нататъшните решения относно военните действия са взети в началото на април по волята на Юзеф Пилсудски, който счита за необходимо да поеме инициативата в североизточната част на военните действия.

На 16 април 1919 година полските войски започват офанзива. Основната им задача е да завземат Вилнюс. С реализацията ѝ се заемат конната група на полковник Владислав Белина-Пражмовски и пехотната група на генерал Ридз-Шмигли.

Лида е атакувана от войските на генерал Юзеф Ласоцки, Барановичи от войските на генерал Адам Мокшицки, а Лунинец от военните части предвождани от генерал Антони Листовски.
На 17 април е завладяна Лида, на 18 април Новогрудек, а на 19 април Барановичи и Вилнюс.
След завземането на Вилнюс на 22 април 1919 година Юзеф Пилсудски отправя призив към жителите на бившето Велико литовско княжество, декларирайки самоопределянето на всички националности в Жечпосполита на двата народа от преди подялбата.

След завладяването на Вилнюс Пилсудски издава заповед, публикувана в Монитор Полски (Monitor Polski) на 30 април 1919 година. Това е обширен фрагмент от заповедта:

| „ | Войници!За няма и две седмици със своето мъжество и смелост променихте ситуацията в източната част на Полша. За няма и две седмици преместихме опасния за нас фронт с няколко десетки километра, завладявайки при това няколко особено важни военни точки като Лида, Барановичи и мицкевичовския Новогрудек и, което е най-важно, освобождавайки столицата на страната – Вилнюс. Разбитият враг се разпръсна дезорганизиран във всички посоки. От името на Родината, която ви изпрати да браните нейните покрайнини, благодаря за вашата работа, за положения от вас труд. Спечелената от вас Вилнюска кампания, завинаги ще остане една от най-красивите страници в нашата военна история и всеки от нас може да бъде горд, че е взел участие в нея. Специално благодаря на генерал Шептицки, който със своята енергия и упорита воля допринесе за завладяването на Барановичи и Новогрудек. На генерал Ридз-Шмигли, който въпреки огромните технически пречки, доведе навреме дивизията си до Вилнюс и в крайна сметка прогони врага от столицата. Преди всичко обаче трябва да благодаря за действията на конната част, командвана от подполковник Белина-Пражмовски. Отлично командваната войска, обкръжи всички позиции на врага и нападна в тил главната квартира на всички болшевишки власти, със смелата си и неочаквана атака завзе града и огромни запаси военно снаряжение и, въпреки огромното преимущество на врага, успя да ги удържи чак до идването на пехотата. Това е най-красивото военно дело, извършено от полската кавалерия в тази война. Благодаря за това на подполковник Белина-Пражмовски и на началника на неговия щаб, майор Пискоров.[…] И ако цялата операция беше успешна, ако най-смелият труд на войника, не отиде напразно, то това е благодарение на работата на нашите смели железничари, […] и преди всичко заслуга на техния енергичен началник майор Бжозовски. Цялата армия заедно с мен с благодарност ще си спомни неговия труд, от който зависеше нашия живот. Войници! Войната още не е свършила. Чакат ни нови задачи, нов труд. Но след тази прекрасна победа, аз гледам със спокойствие и сигурност в бъдещето, защото съм уверен в него. Юзеф Пилсудски | “ |

Лида, 28 април 1919 г.

По-нататъшните операции на Литовско-Беларуския фронт, ръководени от края на април от генерал Станислав Шептицки, довеждат до завладяването на Минск, Бобруйск и Борисов.
Заставайки начело на новосъздадения Литовско-Беларуски фронт, Шептицки разполага със следните оперативни групи:

ген. Адам Мокшицки (район Барановичи),

ген. Юзеф Ласоцки (район Новогрудек),

полк. Фердинад Зажицки (за изток от Лида),

ген. Едвард Ридз-Шмигли (район Вилнюс).

Северният фланг на полските войски се обединява с латвийската армия. През януари 1920 година Полската армия завладява Динабург и го предава на Латвия. 

През 1919 година шифровите кодове на армията на генерал Антон Деникин и на Червената армия са разбити от полското радиоразузнаване, под ръководството на проф. Ковалевски. Този факт има определящо значение за решенията на главнокомандващия Юзеф Пилсудски

## Полско-болшевишките преговори през 1919 и разговорите с генерал Антон Деникин
През юли 1919 година Юзеф Пилсудски изпраща в квартирата на ген. Антон Деникин в Таганрог мисия, начело с ген. Александър Карницки, която потвърждава негативното отношение на белите по въпроса за източните граници на Полша. Белите са съгласни единствено да признаят независимостта на Полша в рамките на Конгресното кралство. Ген. Деникин обаче е против съществуването на украинска държава, както и против суверенитета на Полша на изток от Буг. Преговорите в Таганрог продължават няколко месеца и завършват с фиаско. Основна причина за това е неотстъпчивостта на руската страна по въпроса самоопределянето на нациите, влизащи в състава на Руската империя преди 1917 година, както и по въпроса за полско-руските граници. В същото време болшевиките предлагат в замяна на мир или неутралитет всякакви териториални концесии, независимо от това колко реални са те и доколко смята да изпълнят своите обещания.

Трябва да се подчертае, че този момент от полско-болшевишката война се смята за един от най-спорните. Юзеф Мацкевич го счита за „най-критичният момент от историята на Полша“. В ситуацията на териториални претенции от страна на Деникин, ограничаващи суверенитета на Полша и отказа му да признае националното самоопределяне, Пилсудски решава, че Полша няма интерес от успеха на Белите в Русия и се отказва от подкрепата на Деникин (въпреки натиска на Франция и Великобритания).

Също през юли 1919 година започват формални полско-болшевишки преговори, продължили до декември същата година. Условията на полската страна са аналогични на тези, които поставя пред Деникин. Юлиан Мархлевски уверява поляците, че болшевишка Русия е готова да им отстъпи Литва и Беларус. На 26 октомври 1919 година пратеникът на Пилсудски, капитан Игнаци Боернер, информира на Мархлевски, че поляците не държат на победата на Деникин. Обещава също, че Полската армия няма да атакува Червената армия в околностите на Мозир, ако Червената армия насочи усилията на своите единици за ликвидиране на съпротивата на белите генерали. Така и става.

Разговорите в Микашевичи не водят до резултат, поради категоричното искане на Полша да бъде призната независимостта на Украйна. Съществената им роля се състои в това, че болшевиките получават информация за намерението на Пилсудски полските войски да не подпомагат силите на Деникин. Фактическото примирие на полско-болшевишкия фронт помага на Червената армия в ключовите моменти и оказва влияние върху крайната победа над армията на белите. Пилсудски печели време, като едновременно води споменатите преговори в Таганрог и декларира помощ в един по-късен етап. Държавите от Антантата (Франция и Великобритания) през 1919 година оказват подкрепа на силите на белите, като подкрепят и програмата им за възраждане на велика и неделима Русия. Полша е принудена да се съобразява с политическата позиция на империите.

Пилсудски се отнася резервирано към личното писмо, изпратено му от Деникин на 26 ноември 1919 година, изразяващо молба за помощ пред болшевишката заплаха, считайки че Деникин няма шансове да превземе Москва и да победи болшевиките. На натиска на западните военни мисии да бъде оказана помощ на белите, Пилсудски отговаря, че „няма с кого да разговаря, защото Колчак и Деникин са реакционисти и империалисти“.

След края на гражданската война Деникин се опитва да отрече собствената си отговорност за поражението на Въоръжените сили на Юга на Русия, обвинявайки Полша и Пилсудски за победата на болшевиките и поражението на белите в гражданската война в Русия.

В съвременната полска историография доминира интерпретацията, че по време на гражданската война в Русия Пилсудски се стреми да запази неутралитет към страните в конфликта, като определя позицията на Полша като зависеща от това дали Русия (бела или червена) ще приеме постулата за суверенитет на Полша, от това дали ще се откаже от полските територии, които е придобила в резултат на поделбите и дали ще признае създадената на част от тези територии независима украинска държава. Смята, че това са минималните условия за гарантиране сигурността на Полша.

Разговорите в Микашевичи са прекратени през декември 1919 година, след като Червената армия разгромява Въоръжените сили на Юга на Русия и територията, заемана от белите е ограничена до Крим и Новоросийск.

## Кампанията през 1920 година
| „ | В резултат на създалите се обстоятелства Полша се превърна в най-реалното и активно оръдие на Антантата в борбата ѝ със Съветската република | “ |

Телеграма на командването на Западния фронт, изпратена до главнокомандващия Червената армия Сергей Каменев на 23 януари 1920 година.
Към края на 1919 година полските сили наброяват 21 пехотни дивизии, 7 конни бригади, 600 000 войници. В първите месеци на 1920 започва приемането на нови наборници, които да увеличат значително броя на армията.

### Мотиви
Пилсудски предвижда, че след като преодолеят „белите“ болшевиките ще могат да концентрират всичките си сили на фронта с Полша. Политическата цел на Пилсудски е да създаде федерация на държавите между Балтийско и Черно море от Естония до Задднеприето, като по този начин етническа Полша ще бъде отделена от Русия и ще бъде предотвратена териториалната експанзия на Русия на запад. Мотивът на Пилсудски е убеждението му, че съществуването на Полша между Германия и Русия е възможно само при създаването на силни локални съюзи, които да предотвратят поредна подялба на страната от страна на двата силни съседи – Германия и Русия.

Важно условие е създаването на независима украинска държава. Във връзка с това Пилсудски сключва с ръководителя на Директората на Украинската народна република Симон Петлюра политически и военен съюз. Полша признава суверенитет на Украинската народна република, отказва се от териториите от преди подялбата на изток от установената гранична линия с Украйна и се задължава да води с Украйна съвместна борба срещу болшевиките. Украинската народна република се отказва над правата си над Източна Галиция.

### Подготовка
Планът на Киевската операция е изготвен по поръчка на Юзеф Пилсудски от: Юлиан Стахевич, Болеслав Венява-Длугошевски и адютантът на Пилсудски, Станислав Радживил.
Тази операция срещу болшевиките е много по-мащабна от операциите в предишната година. На 6 май 1920 година болшевиките извършват мобилизация и изпращат в Задднеприето 120 000 свои войници.

### Полско-украинска офанзива
Пилсудски започва офанзивата на 25 април 1920 година. Още на 26 април полските войски завземат Житомир, а на следващия ден и Бердичев, както и железопътния възел Козятин. На юг подразделенията на 6 Армия на генерал Ивашкевич завземат Виница, Бар и Жмеринка. На север полските войски превземат Чернобил и приближават до Днепър в района на устието на Припят.

На 28 април, полските войски достигат линията Чернобил – Козятин – Виница – границата с Румъния; в рамките на 24 часа те са изминали 90 км. След едноседмична почивка достигат Киевската порта и без да се натъкне на значителен отпор от страна на врага на 7 май 1920 година 3 Армия на ген. Ридз-Шмигли завзема града.

На 9 май в центъра на Киев се провежда съвместно полско-украинско шествие. Командването на Полската армия, стараейки са да убеди местното население, че присъствието на полски войски в Украйна не е окупация, нарежда върху сградите да бъдат окачени предимно украински флагове, а полските се развяват само върху сградите, заемани от полското командване.
След началото на съветската офанзива на 12 юни 1920 подразделенията на армията на Украинската народна република представляват южния фланг на фронта, като през август 1920 година разбиват Първа дивизия на кавалерията на Червената армия и Трета пехотна дивизия.
Шеста стрелкова дивизия, предвождана от подполковник Марк Безручко, отбранявайки успешно Замочш, позволява на полските войски да концентрират силите си за победната битка край Комарово, където обединените полски и украински сили разбиват Конната армия.

| „ | Плановете на С. Петлюра и Ю. Пилсудски завършват с провал. Провалят ги два фактора: полската армия не изпълнява оперативно-окупационните си задачи, а Директоратът на Украинската народна република не изгражда трайни фундаменти на републиката | “ |

## Офанзива на Червената армия
Още през пролетта на 1920 година Червената армия планира генерална офанзива срещу Полша и масово струпва съветски войски край Смоленската порта. След като в средата на ноември 1919 година болшевиките побеждават армията на белите, става възможно Червената армия да концентрира всичките си сили срещу Полша и нейните планове за създаване на Балтийско-Черноморска федерация. Полската офанзива срещу Украйна изненадва червеноармейското командване и става причина то да издаде заповеди за ускоряване на подготовката за офанзива срещу силите на Полската армия, на войските на Западния фронт и на Югозападния фронт.
По данни на полското радиоразузнаване увеличаването на съветските сили на полския фронт изглежда по следния начин:

- 1 януари 1920 – 4 пехотни дивизии, 1 конна бригада,
- 1 февруари 1920 – 5 пехотни дивизии, 5 конни бригади,
- 1 март 1920 – 8 пехотни дивизии, 4 конни бригади,
- 1 април 1920 – 14 пехотни дивизии, 3 конни бригади,
- 25 април 1920, денят, в който започва офанзивата – 20 пехотни дивизии, 5 конни бригади.

Командир на Западния фронт е Михаил Тухачевски (по това време на двадесет и осем години), поручик от царската армия, абсолвент на Александрийското военно училище в Москва. В състава на фронта влизат четири армии, един самостоятелен кавалерийски корпус и една оперативна група.

На север е разположен Трети кавалерийски корпус с командир Гай-Хан (Гайк Бжишкян). Едната от дивизиите на корпуса се състои от уралски работници, а втората от казаци.
Малко по на юг от Трети кавалерийски корпус се разполага Четвърта армия с командир Евгений Сергеев, подполковник от царската армия, абсолвент на Академията на Генералния щаб. Малко по-късно позиции заема и Петнадесета армия на Аугуст Корк, подполковник от царската армия, абсолвент на Академията на Генералния щаб.
На юг се разгръща Трета армия на Владимир Лазаревич, подполковник от царската армия, абсолвент на Академията на Генералния щаб, а до нея и Шестнадесета армия на Николай Солохуб, подполковник от царската армия, абсолвент на Академията на Генералния щаб. В най-южната част на фронта действа Мозирската група, командвана от Тихон Хвешин – двадесет и шест годишен работник.
Предвижда се основната атака да бъде извършена от Петнадесета армия.

Обръщение на Ленин към червеноармейците, отправящи се към полския фронт, 5 май 1920 г.

| „ | Другари! Знаете, че полските кулаци и капиталисти, насъсквани от Антантата, ни подтикнаха към нова война. Помнете, другари, че ние нямаме разногласия с полските селяни и работници, че винаги сме признавали и признаваме независимостта на Полша и на Полската народна република. Предложихме на Полша мир при условие, че не бъдат нарушавани нейните граници, макар тези граници да стигат много по-далече от терените населени с коренно полско население. Съгласявахме се на всякакви отстъпки и нека всеки от вас да помни това на фронта. Нека постъпките ви спрямо поляците там да докажат, че сте войници на една работническо-селска република, че отивате при тях не като потисници, а като освободители. Сега, когато полските господари, въпреки нашите стремежи, сключиха съюз с Петлюра, когато преминаха в офанзива, когато приближават Киев, а чуждестранната преса разпространява слухове, че вече са завладели Киев, което е вероломна лъжа, тъй като аз едва вчера разговарях по пряката линия с Ф. Кон, намиращ се в Киев. Сега казваме: другари, успявали сме да се справим и с по-страшни врагове, успяхме да победим собствените си кулаци и капиталисти – ще победим и полските кулаци и капиталисти! Днес всички сме длъжни да положим тук клетва, да се закълнем тържествено, че всички, като един мъж, ще се изправим като стена, за да не допуснем победата на полските аристократи и капиталисти. Да живеят селяните и работниците на свободната, независима полска република! Вън на господарите, кулаците и капиталистите! Да живее нашата работническо-селска Червена армия! | “ |

### Съветската атака
На 14 май в Беларус съветските сили извършват атака, чиято цел е да разколебае полските сили в Украйна. Ударът не донася очакваните резултати. Полските сили отвръщат на удара и си възвръщат фронтовата линия, съкращавайки я през блатата на Аута. На затишие, което на полско-съветския фронт продължава близо две седмици, а на фронта в Беларус около два месеца. Импровизираната съветска атака изпреварва с два дни планираният от полското командване удар в тила на съветските войски и по този начин в определен смисъл изпълнява задачата си, принуждавайки полските войски да заемат предните линии, което се оказва от значение при повторната съветска атака на 4 юли 1920 година.

### Ударът на първа конна армия
Още на 10 март 1920 година в Смоленск командването на Червената армия взема решение Първа конна армия, командвана от Симеон Будьони да бъде прехвърлена от Кавказ на полския фронт. Армията потегля на 3 април 1920 година и след като разбива по пътя си част от войските на Нестор Махно на 27 май започват атака срещу полските позиции. След няколко неуспешни опита Будьони намира пролука в групирането на полските войски и на 5 юни 1920 година разбива защитата на Тринадесета пехотна дивизия край Самогрудек. Начинът, по който Конната армия води битката, е нечувано брутален. На 7 юни една от дивизиите завзема Житомир, избивайки до крак полския гарнизон и изгаряйки до основи болницата, заедно с ранените и сестрите от Червения кръст. На 10 юни Будьони завзема Ровно. Дванадесета и Четиринадесета армия също започват бойни действия.

Започва голямото отстъпление на Полската армия. В първите дни на юли поляците се оттеглят на около 250 – 350 км на запад. Полските войски удържат фронта на линията Ровно – Тернопол. Пред Лвов са спрени действията на Югозападния фронт, под командването на Александър Егоров.

### Мобилизация на войска
На 15 юни, по време на отстъплението на полските войски, Сеймът обявява мобилизация, която обаче не води до очакваните резултати. В Малополска както селяните, така и работниците масово избягват военната повинност. Националните малцинства почти изцяло игнорират решението за мобилизация.

Когато съветският Западен фронт, под командването на Михаил Тухачевски, удря Варшава, съветският Югозападен фронт, под командването на Александър Егоров (и Йозеф Сталин като политкомисар на Фронта), напада Лвов. Първа конна армия на Будьони след битките край Броди и Красно, се отправя директно към Лвов. В този момент някои от единиците на Полската армия са изтеглени от Южния фронт, за да подсилят Централния фронт, подготвящ се да атакува съветския фланг край Вепш. В резултат на това Лвов е отбраняван от три дивизии на Шеста армия и от армията на украинския генерал Михайло Омелянович-Павленко. Гражданите на Лвов също защитават града си.

В битката край Задвур (железопътна спирка в покрайнините на Лвов) на 17 август 1920 година лвовските доброволци се противопоставят на дивизията на Будьони. Загиват 318 от 330-имата сражаващи се, успешно удържайки цял ден болшевишките войски. Единадесетчасовата битка на шепата защитници срещу болшевишките войски по-късно е наречена Полски Термопили. След още два дни на борба, на 20 август 1920 година Будьони най-сетне изпълнява заповедта на главнокомандващия на Червената армия Сергей Каменев да бъде прекратен щурма на Лвов и да бъдат подкрепени войските на Тухачевски край Варшава. През Сокал и Замошч Будьони се насочва към Люблин. Контраофанзивата на Полската армия обаче междувременно (16 – 18 август) е разбила западния фронт на Тухачевски и от съветска гледна точка действията на Първа конна армия се оказват закъснели.

### Офанзивата на Тухачевски
Призори на 4 юли Западният фронт, наброяващ около 270 000 войници започва нападение.
Полските войски отстъпват бързо, след поредица от маневри, които окриляват кавалерията на Гай-Хан, в края на юли съветските войски достигат до Буг. За кратко време Червената армия преодолява повече от 400 километра. Въпреки заповедите на Пилсудски Полската армия предава без особена съпротива крепостта Брест.

На 10 август линията на фронта достига Пшасниш, Вишков и Шедлце. Същия ден Тухачевски издава заповед да бъде завладяна Варшава. Стремежът му е да форсира Висла на север от града, за да прекъсне снабдяването от Гданск, а след това да удари Варшава от север и запад.
До този момент успехът на Червената армия е пълен. Съпътства го политически успех на международната арена. По време на офанзивата в Петроград и Москва се провежда Втори конгрес на Коминтерна, който приключва на 10 август. Делегатите се разотиват убедени в скорошното падане на Варшава и обединяване на Червената армия с планираната комунистическа революция в Германия.

## Политическата ситуация преди голямата битка

### Полско бюро и Временен революционен комитет на Полша
| „ | Задача на пролетариата от всички страни е да пречи на правителствата на Англия, Франция, Америка и Италия да оказват помощ на бяла Полша. (...) Там, където правителствата и капиталистическите кръгове не отстъпят пред протестите на работниците – трябва да бъдат организирани стачки и дори да се приложи насилие. | “ |

Москва 1920 II Конгрес на III Комунистически интернационал

По време на офанзивата на полските войски Комунистическата работническа партия на Полша води пропагандна кампания, настройвайки обществото срещу държавната власт. Но планираната за 12 и 13 март 1920 година под наслов „незабавно прекъсване на действията против революционна Русия“ се проваля. На 3 май 1920 година na първата конференция на тази партия се обсъжда по какъв начин да бъде отслабена и дезорганизирана офанзивата на полските войски.

По време на офанзивата на болшевишките войски в края на юли 1920 години полски комунисти са прехвърлени в района на военните действия. В резултат на това т. нар. Полско бюро (в действителност Централен изпълнителен комитет на комунистическата партия на Полша в Русия) активира дейността си в непосредствена близост до фронта. Председател на Бюрото е Феликс Джержински, секретар Едвард Прухняк, членове: Феликс Кон, Юлиан Мархлевски, Йосиф Уншлихт. В Москва се създава т.нар. Малко бюро, ръководено от София Джержинска.
На 23 юли 1920 година в Смоленск Полското бюро е трансформирано в Временен революционен комитет на Полша (Полревком), който да играе ролята на марионетно правителство за планираната Полска съветска република. На 1 август 1920 година в Бялисток Полревком издава манифест, който предвижда създаването на Полска съветска социалистическа република, както и сваляне на „шляхтичко-буржоазните“ правителства. Продължилите няколко седмици заседания на Временния революционен комитет на Полша са период на кървав терор. Комитетът създава революционен трибунал, който избива полските патриоти, противопоставящи се на чуждата власт и на наложения от нея обществен, икономически и политически ред. През лятото на 1920 година се създават революционни комитети в Люблин, Хрубешов, Замошч, Хелм, Краснистав, Пулави и Крашник. През юли 1920 година обаче полските власти извършват масови арести и парализират диверсионните планове на Комунистическата работническа партия на Полша.

Пред лицето на болшевишката опасност полските епископи се обръщат към епископите от цял свят с молба за помощ, като пишат:

| „ | Истинската цел на болшевизма е да завладее света. Расата, която води болшевиките, вече е завладяла целия свят с помощта на златото и банките, а сега е подтиквана от вечната империалистическа алчност, която тече в жилите ѝ, се стреми да подчини на своята власт всички останали народи... Ненавистта на болшевизма е насочена срещу Христос и срещу Църквата, още повече, че тези, които предвождат болшевизма носят в кръвта си традиционна ненавист към християнството. | “ |

### Международна обстановка

#### Просъветски стачки в Западна Европа
През 1920 година в много европейски страни се провеждат стачки против войната в Полша. Акцията е организирана и координирана от Коминтерна, който създава комитети за подкрепа на Русия и финансира антиполската пропаганда в пресата. Работниците във Великобритания, Франция, Чехия и Германия вярват, че в Русия се е зародила истинска работническа власт, че са започнали да се реализират идеите за социална справедливост – справедливият социализъм. Мотив за стачките са и пацифистките настроения – нежеланието за нова война толкова скоро след кръвопролитията на Първата световна.

На 12 август 1920 година на конференция на профсъюзите и работническите партии е взето решение да бъде обявена генерална стачка, ако британското правителство не спре да води прополска политика.

#### Завземането на Заолже от Чехословакия
| „ | (Масарик) не само смяташе за абсолютно сигурно, че болшевишката армия ще превземе Варшава, но и ни предупреждаваше да не организираме каквато и да било военна помощ за поляците... | “ |

Едгар Винсент Д'абернон 

Възползвайки се от трудната политическа ситуация, в която се намира Полша, през 1919 – 1920, Чехословакия завзема населяваното от поляци Заолже. В отговор на апела на Коминтерна чешките железничари спират в Бржецлав френски композиции с оръжие, а на 6 юли обявяват генерална стачка на железопътната линия Бохумин-Кошице. Акцията е подкрепена от чехословашкото правителство, което на 9 август 1920 година обявява строг неутралитет в полско-съветската война. На 11 август чехословашките власти блокират всякакъв транзит на военни материали за Полша. Отказват също така да пропуснат през своя територия предложената от Унгария в помощ на Полша тридесетхилядна кавалерия.

#### Отношението на Ваймарската република, участие на германците на страната на болшевиките
Подобна позиция заема и немското правителство. През август 1920 година немските докери в Свободния град Гданск отказват да разтоварят корабите с помощи за Полша. По заповед на командването на войските на Антантата в разтоварването участват британските войници, разположени в Гданск. В Червената армия на западния фронт дори е създадена доброволческа стрелкова бригада от немски работници. Немското правителство предоставя военна помощ на Червената армия.

От немските пристанища потеглят кораби, натоварени с карабини, муниции, снаряжение за пехотата и кавалерията. Корабите превозват и разглобени на части самолети. В Германия, където се намират 300 000 руски пленници, е организирана руска армия, чието командване е поверено на Гучков. Сформираните отряди постепенно биват транспортирани до Русия. В края на юли 1920 година немската армия се подготвя за настъпление във Велкополска, Шльонск и Гдански район. На страната на болшевиките воюват цели немски подразделения. По данни на полското военно разузнаване през юли 1920 година в състава на Червената армия срещу поляците воюват 20 000 немски войници.

През юли 1920 година пратеници на Лев Троцки и Владимир Илич Ленин започват преговори в Берлин, като уверяват немските власти, че след като разгроми Полската армия, Червената армия няма да прекрачи немската граница от 1914 година. На 13 август командирът на Четвърта армия предава на Райхсвера превзетия от кавалерията на Гай-Хан град Джялдово, а ден по-късно вестник „Правда“ оповестява, че загубените от немския Райх по време на Първата световна война земи ще му бъдат върнати. Немският генерал Ерих Лудендорф предлага на съюзниците да сформира армия срещу болшевиките, ако в замяна Полша върне на Райха Велкоплска и Поможе.

#### Референдумът във Вармия и Мазурия
Предвиденият от версайския договор референдум във Вармия и Мазурия се провежда на 11 юли 1920 година при необичайно трудни за Полша обстоятелства. Отстъплението на полските войски лишава полското правителство от възможността да се подготви активно за референдума, а гласуващите жители на Вармия и Мазурия остават с впечатлението, че дните на независима Полша са преброени и предпочитат да гласуват за немското правителство, отколкото за несигурната съдба на застрашената от болшевизация Полша. Гласуването приключва със загуба за Полша. На 12 август 1920 година, ден преди решаващата битка за Варшава, Конференцията на посланиците признава досегашната граница със Западна Прусия и дава на Полша единствено пет села в Мазурия и на Янов на източния бряг на Висла.

#### Второ Шльонско въстание
Виж също: Силезийски въстания

По време на съветската офанзива срещу Полша, докато Червената армия стои пред портите на Варшава, Германия се опитва да използва разногласията между Великобритания и Франция, искайки преразглеждане на версайския договор, при което Горен Шльонск да бъде предаден без референдум. Съществува постоянна заплаха от немска въоръжена интервенция. Изправена пред заплахата на немската провокация Полската военна организация издава заповед за начало на въстание през нощта на 19 срещу 20 август 1920 година. Борбата приключва на 28 август, когато в Битом е подписан договор между полския и немския комисариат за спиране на насилието.

#### Отношението на държавите от Антантата
Правителствата от Антантата също не са много благосклонни към Полша. На конференцията в Спа британският премиер Дейвид Лойд Джордж, убеден, че победата на Червената армия е неизбежна и че сътрудничеството със Съветска Русия ще донесе на Великобритания икономически изгоди, принуждава полския премиер Владислав Грабски да даде съгласието си за приемане на т.нар. линия Кързън и съгласие Съветът на посланиците (без участието на Полша) да вземе решение относно подялбата на Чешински Шльонск (без искания предварителен референдум) и по въпросите за държавната принадлежност на Вилнюс, Източна Галиция, конституцията на Свободния град Гданск и полско-гданския договор.

Грабски се съгласява с това предложение, разчитайки, че към Полша ще бъдат изпратени задържаните на чешка територия композиции с оръжие. Чехословакия обаче, въпреки обещанието, което Едвард Бенеш дава в Спа, не допуска до Полша никакви композиции чак до Варшавската битка. 

Тези едностранни отстъпки на полското правителство не предизвикват реална интервенция в полза на Полша от страна на държавите от Антантата, а са използвани изцяло в ущърб на Полша при решаване на въпросите относно границата с Чехословакия и статуса на Свободния град Гданск. Декларацията, която Грабски подписва в Спа става повод за оставката на неговото правителство и за назначаването на 24 юли 1920 година на Правителство на националната отбрана начело с Винценти Витос и Игнаци Дашински като премиер.

#### Позиция на Унгария
| „ | Не знаем какво ще направи Коалицията, но ние трябва да сме готови да застанем на страната на Полша. Съдбата на Полша е и наша съдба | “ |

Унгарското християннационално списание „Uj Nemzedék“ (Ново поколение)
Унгария заема позиция, различна от тази на правителствата на Германия и Чехословакия, която я прави единствената страна в региона, предложила на атакуваните от болшевиките Полша въоръжена помощ под формата на 30 000 кавалеристи. Те обаче не успяват да се включат в защитата на страната поради липсата на съгласие от страна на правителствата на Чехословакия и Румъния кавалеристите да преминат през териториите на техните държави. Чехия дори отказва преминаването през нейна територия на композициите с оръжие, които са предназначени за подпомагане на полската войска в борбата ѝ с комунистите и изпратени от Унгария. В крайна сметка, благодарение на съгласието на Румъния, Унгария успява да достави на Полша със собствени железопътни композиции десетки милиони пушки, снаряди и резервни части за тях. Доставката на унгарско оръжие и муниции пристига на спирка Скерневице на 12 август 1920 година.

#### Полско-съветските разговори в Минск
След многократни опити за отлагане на 11 август 1920 година Руската съветска федеративна социалистическа република отхвърля британското посредничество, като преди това декларира готовността си за преки преговори. В отговор полската страна изпраща своя делегация за провеждане на разговори в Минск. На 19 август 1920 година съветската страна представя на полската делегация (изолирана от света) следните условия за сключване на мирен договор:

- определяне на полско-съветската граница по линия Кързън,
- редуциране на полската армия до 60 000 войници,
- предаване на Червената армия на всички запаси от оръжие,
- заделяне на част от оръжейните запаси за въоръжаване на „народната милиция“ в Полша,
- свободно преминаване на Червената армия през територията на Полша,
- екстериториална железопътна линия Бялисток–Грайево (до Източна Прусия),
- военно обезщетение за „възстановяване на разрушените градове на изток“.

За Полша това са условия, които накърняват суверенитета на страната, затова тя ги отхвърля изцяло.

На 14 август 1920 година московската „Правда“ публично обявява, че на Германия ще бъдат „върнати“ всички територии, които по силата на версайския договор са предоставени на Полша. Връщането на границите отпреди Първата световна война е политическо намерение на съветска Русия, което полските комунисти приемат (както през 1920 г. така и по-късно в периода между двете войни).

Военният сблъсък става неизбежен.

## Варшавска битка

### Битка в покрайнините на Варшава
На 13 август, в първия ден от битката, две тактически единици на Червената армия атакуват Варшава от северозапад. Те успяват да превземат Радзимин, след което едната от тях се отправя към варшавския квартал Прага, а другата завива надясно – към Непорет и Яблонна. Започва драматичната битка край Радзимин, която в полските легенди понякога погрешно бива наричана „варшавска битка“.

Този неуспех кара командира на полския Северен фронт да издаде заповед армията на генерал Шикорски да премине по-рано в настъпление край Модлин, като по този начин облекчи задачата на Първа армия, защитаваща Варшава. Кръвопролитните битки продължават и на следващия ден. Полските сили оказват категорична съпротива във всички точки и съветските войски не постигат значителни успехи. На 15 август, след продължила през целия ден битка, две полски дивизии успяват да си възвърнат Радзимин и да заемат изгубените преди два дни позиции. Междувременно Петнадесета полска пехотна дивизия отблъсква всички атаки на врага в южните покрайнини на Варшава.
На 16 август борбата все още продължава, но ситуацията, в която се намира полската войска частично се е подобрила.

### Битката край Вкра
Пета армия на генерал Шикорски напредва в посока Нашелск, но успехите ѝ имат локален характер. Едва на 16 август армията на Шикорски успява да завладее Нашелск, което дава възможност успешните действия на полската войска да продължат в посока към Сероцк и Пултуск.

На левия фланг на полския фронт обаче ситуацията е значително по-неблагоприятна. Четвърта армия на Сергеев и Кавалерийския корпус на Гай напредват към Плоцк, Любич и Торун и започват да форсират Висла в района на Нешава. В Полоцк цивилното население воюва на барикадите редом с войската, за да попречи на съветските войски да преминат Висла. На 10 април 1921 година държавният глава Юзеф Пилсудски награждава цивилното население на Плоцк за участието му в тази битка с Кръст за храброст(Krzyż Waleczny).

Тухачевски прехвърля войските си на югозапад от Варшава, за да превземе т.нар. полски коридор. Болшевиките възнамеряват да предадат тези терени на Германия, за да свържат Източна Прусия с останалата част на страната и по този начин да привлекат на своя страна немските националистически кръгове.
Под влияние на тревожните новини, пристигащи от района на Варшава, Влоцлавек и Бродница, командващият полската войска решава да започне маневрите край долната част на Вепш с ден по-рано от предвиденото.

### Контраатаката край Вепш
Юзеф Пилсудски извършва контраатаката на 16 август 1920 година. Ударните групи на Четиринадесета Велкополска пехотна дивизия и Шестнадесета Поморска пехотна дивизия имат значителен превес над Мозирската група на Червената армия и още на втория ден от атаката достигат до трасето Варшава-Брест.

Край Варшава Червената армия е притисната от полските сили, формирани от Двадесет и девета пехотна бригада, подкрепяна от танковете и въздушните сили, образуващи Втора ударна група на полковник Вжалински. Групата разбива съветските подразделения и превзема Минск Мазовецки.

На 17 август полските сили достигат линията Бяла Подляска – Мендзижец – Шедлце – Калушин – Минск Мазовецки. Пилсудски заминава за Варшава и на 18 август издава заповед за прегрупиране. Целта на прегрупирането е да бъде създадена група, която да пресече отстъплението на врага по линията Брест – Бялисток – Осовец. Създадена е нова Втора армия, под командването на ген. Ридз-Шмигли. Армията има за задача да извърши преследване по оста Калушин – Мазовецк. Планира се в североизточна посока по оста Варшава – Острув – Ломжа, преследването да бъде извършено от Първа армия, сведена до състав от Осма пехотна дивизия и Десета пехотна дивизия. Пета армия има за задача да действа в посока Пшасниш – Млава, а Трета армия е транспортирана до Люблин. Накратко може да се каже, че водещата мисъл на командващия е да се извърши действие, което да „хвърли“ на немската граница и да го откъсне от пътищата водещи на изток. Тези намерения обаче не се реализират изцяло, защото Първа армия закъснява с действията си и в крайна сметка вместо да се насочи по посока североизток, тръгва към полето на действие на Пета армия (на северозапад), с което позволява на Трета и Петнадесета съветски армии да се оттеглят на изток.

В книгата си Пилсудски определя този финален етап от битката по следния начин:
| „ | Не във вял танц, а в луд галоп препусна музиката на войната! Въртяха се не ден след ден, а час след час! Калейдоскопът в такт с препускащия галоп не позволяваше на никого от съветските командващи да се спре в която и да е от танцуваните фигури. Те се пръсваха на мига, подхвърляйки пред ужасените очи напълно нови фигури и ситуации, които надхвърляха изцяло всички предположения, планове и намерения. | “ |

В същото време останалата полска войска преминава в контраофанзива по цялата дължина на фронта. По-голямата част от съветските войски преминава в некоординирано отстъпление, а част от тях, включително и кавалерийския корпус на Гай-Хан на 24 август 1920 година преминава немската граница и е интернирана на територията на Източна Прусия.

## Есенна офанзива
По-нататъшната част от кампанията се състои изцяло от полски победи. На 20 септември Будьони най-накрая изпълнява заповедта на Сергей Каменев да спре да щурмува Лвов и да се отправи в помощ на Тухачевски към Варшва.
Още на 16 – 18 август обаче полската контраофанзива разбива формациите на съветския Западен фронт. От гледна точка на съветската стратегия ударът на Будьони е значително закъснял – полските войски, командвани лично от Юзеф Пилсудски, на 20 август (когато започват маневрите на Будьони) вече преследват съветската армия на север от Буг, обкръжавайки северната група на съветския Западен фронт (IV Армия, XV Армия и Корпусът на Гай-Хан).

обградена от всички страни, се брани упорито и успешно. Вместо да тръгне в посока Краснистав, Будьони се опитва на всяка цена да сломи съпротивата на града и по този начин дава на полската страна достатъчно време да развие маневрите си. Десета пехотна дивизия и Втора дивизия на пехотните легиони също се насочват към Замошч. Будьони се оказва в капан и се спасява с отстъпление към Хрубешов. Полските отряди тръгват след него и превземат Хрубешов. Деморализираната конна армия не приема боя и се оттегля на източния бряг на Буг.

Будьони е разгромен край Комарово и Замошч в последната в историята битка на големи кавалерийски отряди (Първа конна армия на Червената армия и Първа конна дивизия на Полската армия).

От 12 до 21 септември ген. Тадеуш Розвадовски, командвайки операциите на юг, с армиите на ген. Шикорски и ген. Станислав Халер, разбива и трите армии на съветския Югозападен фронт.
Украинската армия – единственият действителен съюзник на Полша в тази война, командвана от генерал Михайло Омелянович-Павленко, взема участие в тези операции.
След Варшавската битка и битката с Първа конна армия, решаващо значение за окончателния резултат от войната има полската офанзива край Немен през септември 1920 г.
Пилсудски прегрупира Втора армия на ген. Ридз-Шмигли и Четвърта армия на ген. Скерски и ги изпраща в посока Немен срещу Западния фронт на Тухачевски.
От 20 до 28 септември съветските войски са принудени да водят битки по целия фронт.
Фрагмент от заповедта „За край на войната“, издаден на 18 октомври 1920 от Юзеф Пилсудски:

| „ | Войници! Прекарахме две дълги години, първите от съществуването на свободна Полша, в тежък труд и кървави усилия. Приключвате войната с прекрасни победи и покосеният от вас враг най-накрая се съгласи да подпише първите и основни правила на така чакания мир. Войници! Вашият труд не беше напразен. Съвременна Полша дължи съществуването си на прекрасните победи на западните сили над държавите завоевателки. Но веднага, още от първите мигове на живота на свободна Полша, към нея се протегнаха множество алчни ръце, за да я задържат в състояние на безсилие, за да може, докато вече съществува, да бъде играчка в ръцете на другите, пасивно поле за интригите на целия свят. Полският народ хвана оръжието, положи огромно усилие, създавайки многобройна и силна армия. Върху моите плещи, като главнокомандващ, и във вашите ръце, като защитници на Отечеството, народът положи тежката задача да запазим бита на Полша, да ѝ извоюваме уважение и значение и да ѝ дадем възможността напълно независимо да се разпорежда със съдбата си. Нашата задача наближава края си. Тя не беше лесна. Полша, разрушена през войната, водена на земите ѝ не по нейна воля, беше бедна. Не веднъж, войници, сълзи напираха в очите ми, като виждах в редиците на войските, които командвам, вашите боси, разранени крака, които вече бяха изминали безкрайни пространства, когато виждах мръсните дрипи, покриващи телата ви, когато трябваше да намалявам скромните ви войнишки дажби и често да изисквам в студ и глад да влизате в кървави битки. Това беше тежък труд, а за това, че сте я вършили както трябва, свидетелстват хилядите гробове и войнишки кръстове, с които е осеяна земята на някогашната Жечпосполита, от далечния Днепър до родната Висла. За труда и издръжливостта, за жертвата и кръвта, за храбростта и смелостта благодаря ви, войници, от името на целия народ и на нашето Отечество. […] Войник, който е направил толкова много за Полша, няма да остане без награда. Благодарната Родина няма да забрави за тях. […] Вече предложих на правителството, част от придобитите земи да станат собственост на тези, които са ги направили полски, отвоювайки ги с полска кръв и неизмерим труд. […] Войници! Направихте Полша силна, уверена в себе си и свободна. Можете да бъдете горди и удовлетворени от изпълнения дълг. Страна, която на всеки две години може да създава такива войници, каквито сте вие, може да гледа в бъдещето спокойно. […] | “ |

Юзеф Пилсудски
Първи маршал на Полша
И Главнокомандващ

## Епилог
След победната за полската страна битка край Немен на 18 октомври 1920 година, в сила влиза споразумение за примирие (сключено на 12 октомври в Рига между делегати на Сейма и правителството на Република Полша и правителството на Руска съветска федеративна социалистическа република). Линията на примирието преминава от Джвина чак до Немен, на изток от Друя – до Джисна, а по-нататък през Ожехово до железопътната линия Плоцк – Молодечно, през Докшице, Долхинов, Радошковиче, Раков до железопътната линия Минск – Барановичи. Между Немен и Днестър войските трябва да останат на мястото, до което са достигнали на 18 октомври – на практика на няколко десетки километра източно от предвижданата граница. На юг от Припят линията общо взето съвпада с позициите, заемани преди пролетната офанзива. На 18 март 1921 година, също в Рига, е подписан мирен договор, който определя полско-съветската граница и до агресията на Съветския съюз срещу Полша на 17.09.1939 година урежда взаимоотношенията между Втората полска република (II Rzecząpospolitą) и Руска съветска федеративна социалистическа република (по-късно Съюз на съветските социалистически републики).

Виж още: Рижки договор (1921).
Държавната принадлежност на Вилнюс и Централна Литва се определя от т.нар. бунт на Желиговски.

## Хронология
1919
- 14 февруари – битка между полските и болшевишките сили в Мости край Немен. Начало на войната.
- 21 април – поляците превземат Вилнюс.
- 9 август – поляците превземат Минск.
- 29 август – полските сили превземат Бобруйск.
- 11 септември – поляците превземат Борисов.
- 22 септември – полската армия влиза в Полоцк.

1920
- януари – Червената армия формира 700 000-ните си сили край Березино.
- 3 януари – полско-литовските сили превземат Динабург.
- 25 април – 8 май офанзива на полските и украинските войски в Украйна. Превземане на Киев.
- 5 юни – полският фронт в Украйна е разбит от Конната армия на Будьони.
- 4 юли – начало на генералната офанзива на Червената армия в Беларус. Разбиване на полския фронт.
- август – отбраняване на Лвов.
- Пет съветски армии приближават околностите на Варшава.
- Болшевиките не приемат предложената от британците гранична линия (т. нар. линия Кързън).
- Великобритания отказва помощ на Полша.
- Немските докери в Гданск и чешките железничари в Бърно забавят доставките за Полша.
- 10 август – казаците на Гай-Хан преминават Висла.
- 13 август – съветската армия, командвана от Михаил Тукачевски атакува Висла.
- 15 август – победна битка край Радзимин, съветското командване се отказва от превземането на Варшава (Варшавска битка).
- Отблъскване на първата атака на предмостията на Висла.
- Пета армия, командвана от ген. Владислав Шикорски спира съветските войски край Вкра.
- 16 август полската контраофанзива преминава през тила на армията на Тухачевски край Вепш.
- Начало на битката за Демблин и Минск Мазовецки
- 17 август – битката край Задвур в полетата край Лвов.
- 18 август – обкръжаване на армията на Тухачевски.
- 18 – 19 август – отбрана на Плоцк.
- 22 август – превземане на Бялисток.
- 31 август – обкръжаване на армията на Будьони (край Комарово).
- В края на месеца – стабилизация на фронта край Немен.
- 16 септември – битката край Дитятин (недалеч от Галич).
- 22 септември – начало на полската офанзива край Немен.
- 25 септември – превземане на Гродно.
- 28 септември – завладяване на Лида.
- 12 października – превземане на Молодечно.
- 12 października – превземане на Минск.
- 12 октомври – подписване на примирие.
- 18 октомври – влизане на примирието в сила.

1921
- 18 март – подписване на мирния договор в Рига.

## Любопитни факти
- На 3 май 1920 войници от Полската армия влизат в Киев с превзет от тях трамвай, пленяват един съветски офицер, след което се оттеглят. На 7 май Червената армия започва бързо да напуска града, а Полската армия шества по улиците му. Това е петнадесетата смяна на властта в рамките на три години – от ликвидацията на руската империя.
- През май 1920 само на територията на Келецко войводство са заловени над 2000 дезертьори и укриващи се от военна повинност в полската армия.

```
Виж също: 
Октомврийска революция
.
```

## Отражение в културата
В киното
- 1920 Bitwa Warszawska – игрален филм, реж. Йежи Хофман, 2011 г.
- 1920. Wojna i miłość – телевизионен сериал, 13 епизода, реж. Мачей Мигас, 2010 – 2011 г.
- Wielka wojna na wschodzie – документален сериал, 8 епизода (TVN за Discovery Historia)
- A jednak Polska. 1918 – 1921 – документален филм на режисьора Винценти Рониш 1992 г.
- Bitwa warszawska 1920 – документален филм на режисьорите Збигнев Вавер и Тадеуш Кондрацки, 1995 г.
- Bitwa warszawska 1920 roku – документален филм на режисьорите Збигнев Вавер и Януш Брандт, 1992 г.
- Bohaterstwo polskiego skauta – полски филм, 1920 г.
- Boża podszewka, 5-и епизод – полски сериал, 1997 г.
- Чудото на Висла (Cud nad Wisłą) – филм, реж. Ришард Болеславски, 1921 г.
- Cud nad Wisłą – документален филм, реж. Кшиштоф Новак-Тишовицки, 2005 г.
- Dytiatyn 1920 – документален филм, реж. Ева Шакалицка, TVP1 2010 г.
- Generał nieskończonej wojny – беларуски биографичен документален филм за ген. Станислав Булак-Балахович, реж. Siarheia Isakau, 2009 г.
- Gwiaździsta eskadra – полски военен филм, реж. Леонард Бучковски, 1930 г.
- Musieli zwyciężyć – документален филм реж. Алиня Черняковска, 2000 г.
- Na plebanii w Wyszkowie 1920 – игрално-документален филм, реж. Луцина смолинска и Мечислав Сорока, 1999 г., по разказ на Стефан Жеромски от 1920 г.
- Niewypowiedziana wojna – игрално-документален филм, разказващ за войната през 1919 – 1921 г. През погледа на ген. Максим Вейганд, реж. Мариуш Малиновски, 2000 г.
- Ochotnicy roku 1920 – документален филм, реж. Кшиштоф-Новак Тишовицки, 1995 г.
- Pierwsza Konna – съветски пропаганден филм, реж. Ефим Дзиган, 1941 г.
- Póki my żyjemy, czyli moja wojna z Budionnym – биографичен документален филм, реж. Кшиштоф-Новак Тишовицки, 1996 г.
- Przedwiośnie (филм) – филм на режисьора Филип Байон, 2001 г.
- Przedwiośnie (филм 1928) – филм на режисьора Хенрик Шапиро, 1928 г.
- Sensacje XX wieku: Wojna polsko-bolszewicka – полски исторически спектакъл, реж. Войчех Пацина, 2001 г.
- Siedemnastu wspaniałych – документален филм, реж. Збигнев Ковалевски, 2005 г.
- Szabla od komendanta – филм, реж. Якуб Колски, 1995 г.
- Trucizna bolszewizmu – полски игрален филм от 1924 г.
- Wojna polsko-bolszewicka 1918 – 1921 – исторически филм, реж. Винценти Рониш, 1992 г.
- Wrota Europy – филм, реж. Йежи Войчик, 1999 г.,
- Wielka Wojna na Wschodzie – сериал, 8 епизода, реж. Кшиштоф Миклашевски, 2009 г.
- Zwyczajny bohater – биографичен документален филм за Игнаци Скорупка, реж. Лешек Вишневски, 2005 г.

Музикални произведения
- Песен със заглавие „Rok 1920“, изп. Legion
- Песен със заглавие „Dyneburg 1920“, автори дует DJ Celownik i David Hallmann
- Песен със заглавие „Ataman“ музика David Hallmann
- Песен със заглавие „Huzarzy Śmierci“ изп. Biały Protest
- Песен със заглавие „Dywizjon Huzarów Śmierci“, изп. White Devils
- Песен със заглавие „Glorious Land“, изп. Sabaton
- Песен със заглавие „Miracle (1920 Warsaw Battle)“ изп. Vanitas
- Песен със заглавие „Cud nad Wisłą“, изп. Elektryczne Gitary